# 추안 2세
추안 2세 다라곤 또는 호아네스 2세 아 아라고이코아(아라곤어: Chuan II d'Aragón, 카탈루냐어: Joan II, 바스크어: Joanes II.a Aragoikoa, 1398년 6월 29일 ~ 1479년 1월 20일)는 아라곤 왕국의 왕이자 나바라 왕국의 공동왕(명예왕)이었다. 그는 페란도 1세와 레오노르 우라카 데 카스티야의 아들이다. 별명은 대왕(el Sense Fe)이다.
국왕이자 친형인 알리폰소 5세가 그의 통치기간 대부분을 이탈리아에서 보냈기 때문에 아라곤의 사령관으로서 아라곤을 대리 통치하였다. 이후 장남 카를로스의 나바라 왕위에 대한 적법한 지위를 빼앗아 나바라 왕국의 왕위를 빼앗았으며 1458년 형의 뒤를 이어 아라곤의 국왕에 즉위하였다. 다만 나폴리는 형의 사생아인 페르디난도 1세가 상속받았다. 추안 2세는 그의 아들 페란도 2세와 카스티야의 이사벨 1세의 혼인을 성사시켜서 아라곤과 카스티야가 연합 왕국이 되도록 만들었다. 이로써 훗날 통일 스페인이 탄생할 수 있었다.

## 생애

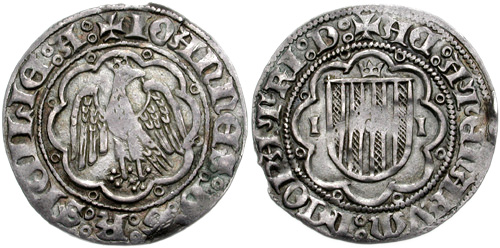
추안 2세의 시칠리아-아테네-나폴리 주화.

후안은 메디나델캄포에서 태어났다. 어린 시절, 그는 후안 2세 데 카스티야의 통치 시기와 미성년 시절에 카스티야의 혼란 시기에 참여했던 아라곤의 인판테 중 한 명이었고 나바라 왕국 에브뢰 왕가의 공주 수리아와 1420년에 초혼을 하였다.
수리아의 권리로 그는 나바라의 명예왕이 되었고, 1441년에 그녀가 사망하면서 그는 그의 생애에서 그 왕국에 대한 소유권을 떠나 보내게 되었다. 하지만 아들인 카를로스에게는 혼인을 통해 만들어진 나바라 왕국의 후계자 칭호인 비아나 공(Vianako Printzea)이 주어졌다.
후안은 빠르게 아들에게 질투심을 느끼게 되었다. 후아나 엔리케스와의 재혼 후, 후아나의 부추김을 받고나서 이는 완전한 증오심으로 발전하게 됐다. 후안은 아버지가 없던 동안에 아라곤의 사령관으로서 아들이 지니고 있던 합법적인 권리를 뺏으려 하였다. 하지만 카를로스의 일은 아라곤인들에 의해 중지되었고, 왕이 그의 두 번째 부인을 사령관로 만들려던 시도 또한 무산되었다.
승리와 패배가 반복되던 오랜 나바라 내전은 1461년에 두번째 부인(후아나)에 의해 독살된 걸로 추정되는 비아나 대공(아들 카를로스)의 죽음으로 막을 내릴 수 있었다. 카를로스에 대한 명분을 지녔던 카탈루냐인들은 불만을 가졌고 반-후안 전쟁에서 외국의 왕위 계승자들을 불러들였다. 후안은 그의 말년 대부분을 이를 진압하는데 보냈다. 그는 피레네의 북동쪽에 있는 그의 영지인 루시용을 루이 11세에게 넘겨줘야만 했다.
노년의 후안은 백내장으로 눈이 멀었지만, 유대인 출신의 의사 아비아타르 크레스카스의 유리체 부위 수술로 회복되었다. 카탈루냐 반란은 1472년에 진정되었지만, 후안은 1479년 그가 사망할 때까지 벌인 이웃의 프랑스 왕과 전쟁을 불러왔고, 그 전쟁은 일반적으로 암울했다. 그의 자리는 재혼에서 얻은 아들이자 이미 카스티야의 이사벨과 혼인하고 있던 페란도가 계승했다. 그의 죽음과 아들의 즉위로, 하나의 왕실을 통한 에스파냐 통일이 시작되었다.

## 혼인과 자녀
수리아 1세와의 초혼으로, 추안(호아네스)은 다음의 자식들을 가졌다:
- 대공 카를로스 아 비아나 (1421–1461)
- 인판타 추아나(Chuana, 1423년-1425년 8월 22일)
- 여왕 수리아 2세 (1424년–1464년)
- 여왕 레오노르 1세

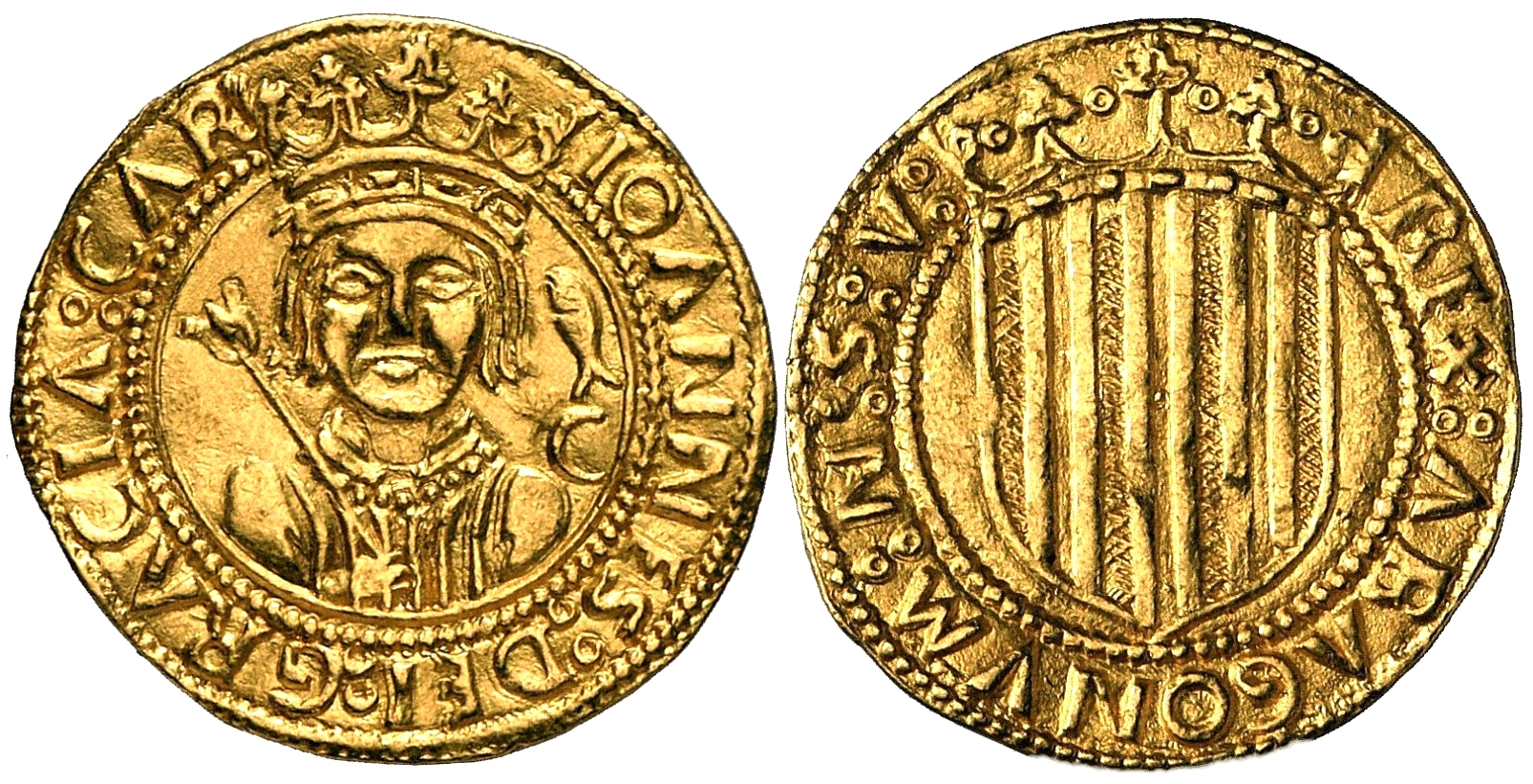
추안의 조상이 새겨진 두캇

후아나 엔리케스와의 재혼으로, 추안은 다음의 자식들을 가졌다:
- 페란도 2세 (1452년 ~ 1516년) - 아라곤 국왕, 이사벨 1세와 카스티야와 아라곤을 통합하고 레콩키스타 완성
- 추아나 (1454–1517) : 페르디난도 1세 디 나폴리와 혼인.

사생아:
- 알리폰소 다라곤 이 데 에스코바르 : 비야에르모사 공작
- 추안 다라곤 : 사라고사 대주교
- 필리파 델 라도나